# Championnat de GP3 Series 2014
Navigation
2013 2015
Le Championnat GP3 Series 2014 est la cinquième saison du championnat GP3 Series.

## Système de points
| Position         | 1er | 2e | 3e | 4e | 5e | 6e | 7e | 8e | 9e | 10e |
| ---------------- | --- | -- | -- | -- | -- | -- | -- | -- | -- | --- |
| Nombre de points | 25  | 18 | 15 | 12 | 10 | 8  | 6  | 4  | 2  | 1   |

| Position         | 1er | 2e | 3e | 4e | 5e | 6e | 7e | 8e |
| ---------------- | --- | -- | -- | -- | -- | -- | -- | -- |
| Nombre de points | 15  | 12 | 10 | 8  | 6  | 4  | 2  | 1  |

## Écuries et pilotes
| Écurie                | No. | Pilote                  | Manches  |
| --------------------- | --- | ----------------------- | -------- |
| ART Grand Prix        | 1   | Alex Fontana            | Toutes   |
| ART Grand Prix        | 2   | Marvin Kirchhöfer       | Toutes   |
| ART Grand Prix        | 3   | Dino Zamparelli         | Toutes   |
| Arden International   | 4   | Robert Vișoiu           | Toutes   |
| Arden International   | 5   | Patric Niederhauser     | Toutes   |
| Arden International   | 6   | Jann Mardenborough      | Toutes   |
| Koiranen GP           | 7   | Carmen Jordá            | 1–7      |
| Koiranen GP           | 7   | Dean Stoneman           | 8–9      |
| Koiranen GP           | 8   | Jimmy Eriksson (en)     | Toutes   |
| Koiranen GP           | 9   | Santiago Urrutia        | Toutes   |
| Carlin                | 10  | Alex Lynn               | Toutes   |
| Carlin                | 11  | Emil Bernstorff         | Toutes   |
| Carlin                | 12  | Luís Sá Silva           | Toutes   |
| Marussia Manor Racing | 14  | Patrick Kujala          | 1–7      |
| Marussia Manor Racing | 15  | Ryan Cullen             | 1–7      |
| Marussia Manor Racing | 16  | Dean Stoneman           | 1–7      |
| Hilmer Motorsport     | 17  | Ivan Taranov            | 1        |
| Hilmer Motorsport     | 17  | Nikolay Martsenko       | 2, 8     |
| Hilmer Motorsport     | 17  | Sebastian Balthasar     | 3–7      |
| Hilmer Motorsport     | 18  | Nelson Mason            | Toutes   |
| Hilmer Motorsport     | 19  | Beitske Visser          | 1        |
| Hilmer Motorsport     | 19  | Riccardo Agostini       | 2–9      |
| Jenzer Motorsport     | 20  | Pål Varhaug             | Toutes   |
| Jenzer Motorsport     | 21  | Mathéo Tuscher          | Toutes   |
| Jenzer Motorsport     | 22  | Adderly Fong            | 1–4      |
| Jenzer Motorsport     | 22  | Christopher Höher       | 5        |
| Jenzer Motorsport     | 22  | Kevin Ceccon            | 6–9      |
| Trident               | 23  | Victor Carbone          | 1–4      |
| Trident               | 23  | Konstantin Tereshchenko | 6        |
| Trident               | 23  | Luca Ghiotto            | 7        |
| Trident               | 23  | Kang Ling               | 9        |
| Trident               | 24  | Roman de Beer           | 1–5      |
| Trident               | 24  | John Bryant-Meisner     | 6–7      |
| Trident               | 24  | Patrick Kujala          | 8        |
| Trident               | 24  | Ryan Cullen             | 9        |
| Trident               | 25  | Denis Nagulin           | 1        |
| Trident               | 25  | Mitchell Gilbert        | 3–5, 7–8 |
| Trident               | 25  | Luca Ghiotto            | 6        |
| Trident               | 25  | Patrick Kujala          | 9        |
| Status Grand Prix     | 26  | Nick Yelloly            | Toutes   |
| Status Grand Prix     | 27  | Richie Stanaway         | Toutes   |
| Status Grand Prix     | 28  | Alfonso Celis Jr.       | Toutes   |

## Résultats des tests de pré-saison
| Date       | Location           | Circuit              | Pilote le plus rapide | Équipe                | Tour le plus rapide |
| 2013       | 2013               | 2013                 | 2013                  | 2013                  | 2013                |
| ---------- | ------------------ | -------------------- | --------------------- | --------------------- | ------------------- |
| 5 novembre | Abou Dabi          | Circuit Yas Marina   | Dean Stoneman         | Koiranen GP           | 1 min 55 s 829      |
| 6 novembre | Abou Dabi          | Circuit Yas Marina   | Oliver Rowland        | Marussia Manor Racing | 1 min 55 s 600      |
| 7 novembre | Abou Dabi          | Circuit Yas Marina   | Patric Niederhauser   | Arden International   | 1 min 55 s 372      |
| 2014       |                    |                      |                       |                       |                     |
| 27 mars    | Portugal, Estoril  | Circuit d'Estoril    | Dino Zamparelli       | ART GP                | 1 min 29 s 145      |
| 28 mars    | Portugal, Estoril  | Circuit d'Estoril    | Alex Lynn             | Carlin Motorsport     | 1 min 28 s 553      |
| 10 avril   | Espagne, Jerez     | Circuit de Jerez     | Nick Yelloly          | Status Grand Prix     | 1 min 31 s 350      |
| 11 avril   | Espagne, Jerez     | Circuit de Jerez     | Jimmy Eriksson        | Koiranen GP           | 1 min 32 s 896      |
| 16 avril   | Espagne, Barcelone | Circuit de Barcelone | Nick Yelloly          | Status Grand Prix     | 1 min 35 s 104      |
| 17 avril   | Espagne, Barcelone | Circuit de Barcelone | Emil Bernstorff       | Carlin Motorsport     | 1 min 34 s 494      |

## Calendrier
| Manche | Manche | Date        | Événement                        | Circuit                      | Lieu              | Pays                |
| ------ | ------ | ----------- | -------------------------------- | ---------------------------- | ----------------- | ------------------- |
| 1      | C1     | 10 mai      | F1 Grand Prix d'Espagne          | Circuit de Catalogne         | Montmeló          | Espagne             |
| 1      | C2     | 11 mai      | F1 Grand Prix d'Espagne          | Circuit de Catalogne         | Montmeló          | Espagne             |
| 2      | C1     | 21 juin     | F1 Grand Prix d'Autriche         | Red Bull Ring                | Spielberg         | Autriche            |
| 2      | C2     | 22 juin     | F1 Grand Prix d'Autriche         | Red Bull Ring                | Spielberg         | Autriche            |
| 3      | C1     | 5 juillet   | F1 Grand Prix de Grande-Bretagne | Circuit de Silverstone       | Silverstone       | Royaume-Uni         |
| 3      | C2     | 6 juillet   | F1 Grand Prix de Grande-Bretagne | Circuit de Silverstone       | Silverstone       | Royaume-Uni         |
| 4      | C1     | 19 juillet  | F1 Grand Prix d'Allemagne        | Hockenheimring               | Hockenheim        | Allemagne           |
| 4      | C2     | 20 juillet  | F1 Grand Prix d'Allemagne        | Hockenheimring               | Hockenheim        | Allemagne           |
| 5      | C1     | 26 juillet  | F1 Grand Prix de Hongrie         | Hungaroring                  | Budapest          | Hongrie             |
| 5      | C2     | 27 juillet  | F1 Grand Prix de Hongrie         | Hungaroring                  | Budapest          | Hongrie             |
| 6      | C1     | 23 aout     | F1 Grand Prix de Belgique        | Circuit de Spa-Francorchamps | Spa-Francorchamps | Belgique            |
| 6      | C2     | 24 aout     | F1 Grand Prix de Belgique        | Circuit de Spa-Francorchamps | Spa-Francorchamps | Belgique            |
| 7      | C1     | 6 septembre | F1 Grand Prix d'Italie           | Autodromo Nazionale di Monza | Monza             | Italie              |
| 7      | C2     | 7 septembre | F1 Grand Prix d'Italie           | Autodromo Nazionale di Monza | Monza             | Italie              |
| 8      | C1     | 11 octobre  | F1 Grand Prix de Russie          | Autodrome de Sotchi          | Sotchi            | Russie              |
| 8      | C2     | 12 octobre  | F1 Grand Prix de Russie          | Autodrome de Sotchi          | Sotchi            | Russie              |
| 9      | C1     | 22 novembre | F1 Grand Prix d'Abou Dabi        | Circuit Yas Marina           | Abou Dabi         | Émirats arabes unis |
| 9      | C2     | 23 novembre | F1 Grand Prix d'Abou Dabi        | Circuit Yas Marina           | Abou Dabi         | Émirats arabes unis |

- Le GP3 se rend pour la première fois sur les circuits de Spielberg et de l'Autodrome de Sotchi.

## Résultats de la saison 2014
| Manche | Manche | Circuit                      | Pole position       | Meilleur Tour       | Pilote vainqueur    | Écurie gagnante       |
| ------ | ------ | ---------------------------- | ------------------- | ------------------- | ------------------- | --------------------- |
| 1      | C1     | Catalunya                    | Alex Lynn           | Alex Lynn           | Alex Lynn           | Carlin                |
| 1      | C2     | Catalunya                    |                     | Patric Niederhauser | Dean Stoneman       | Marussia Manor Racing |
| 2      | C1     | Red Bull Ring                | Alex Lynn           | Alex Lynn           | Alex Lynn           | Carlin                |
| 2      | C2     | Red Bull Ring                |                     | Emil Bernstorff     | Emil Bernstorff     | Carlin                |
| 3      | C1     | Silverstone                  | Jimmy Eriksson (en) | Alex Lynn           | Jimmy Eriksson (en) | Koiranen GP           |
| 3      | C2     | Silverstone                  |                     | Richie Stanaway     | Richie Stanaway     | Status Grand Prix     |
| 4      | C1     | Hockenheimring               | Marvin Kirchhöfer   | Marvin Kirchhöfer   | Marvin Kirchhöfer   | ART Grand Prix        |
| 4      | C2     | Hockenheimring               |                     | Jann Mardenborough  | Jann Mardenborough  | Arden International   |
| 5      | C1     | Hungaroring                  | Richie Stanaway     | Jann Mardenborough  | Richie Stanaway     | Status Grand Prix     |
| 5      | C2     | Hungaroring                  |                     | Patric Niederhauser | Patric Niederhauser | Arden International   |
| 6      | C1     | Circuit de Spa-Francorchamps | Luca Ghiotto        | Dean Stoneman       | Dean Stoneman       | Marussia Manor Racing |
| 6      | C2     | Circuit de Spa-Francorchamps |                     | Alex Fontana        | Alex Lynn           | Carlin                |
| 7      | C1     | Autodromo Nazionale Monza    | Jimmy Eriksson (en) | Dino Zamparelli     | Jimmy Eriksson (en) | Koiranen GP           |
| 7      | C2     | Autodromo Nazionale Monza    |                     | Marvin Kirchhöfer   | Dean Stoneman       | Marussia Manor Racing |
| 8      | C1     | Autodrome de Sotchi          | Dean Stoneman       | Dean Stoneman       | Dean Stoneman       | Koiranen GP           |
| 8      | C2     | Autodrome de Sotchi          |                     | Marvin Kirchhöfer   | Patric Niederhauser | Arden International   |
| 9      | C1     | Circuit Yas Marina           | Marvin Kirchhöfer   | Marvin Kirchhöfer   | Dean Stoneman       | Koiranen GP           |
| 9      | C2     | Circuit Yas Marina           |                     | Dino Zamparelli     | Nick Yelloly        | Status Grand Prix     |

## Classements

### Classement pilotes
| Pos. | Pilote                  | ESP | ESP | AUT | AUT | GBR | GBR | ALL | ALL | HON | HON | BEL | BEL | ITA | ITA | RUS | RUS | EAU | EAU | Points |
| ---- | ----------------------- | --- | --- | --- | --- | --- | --- | --- | --- | --- | --- | --- | --- | --- | --- | --- | --- | --- | --- | ------ |
| 1    | Alex Lynn               | 1   | 18  | 1   | 20  | 2   | 6   | 2   | 3   | 4   | 4   | 8   | 1   | 6   | 2   | 7   | 5   | 5   | 2   | 207    |
| 2    | Dean Stoneman           | 7   | 1   | Abn | 10  | 10  | 18† | 5   | 4   | 9   | 8   | 1   | 9   | 5   | 1   | 1   | 2   | 1   | Abn | 163    |
| 3    | Marvin Kirchhöfer       | 5   | 5   | 5   | Np. | 3   | 4   | 1   | Abn | 11  | 9   | Np. | 17  | 3   | 3   | 2   | 3   | 2   | 11  | 161    |
| 4    | Jimmy Eriksson (en)     | 2   | 6   | 3   | 2   | 1   | Abn | 7   | 15  | 10  | 16  | Abn | 19  | 1   | 8   | 4   | 16  | 10  | 5   | 134    |
| 5    | Emil Bernstorff         | Abn | 8   | 2   | 1   | 4   | 3   | 3   | Abn | 5   | 7   | 9   | 6   | 4   | 4   | Abn | 8   | 4   | 3   | 134    |
| 6    | Nick Yelloly            | 9   | 7   | 7   | 5   | 5   | 2   | 4   | 5   | 2   | 11  | 3   | 5   | 10  | 5   | 9   | 6   | 8   | 1   | 127    |
| 7    | Dino Zamparelli         | 6   | 3   | 15  | 8   | 8   | 7   | 6   | 2   | 8   | 2   | 2   | 7   | 2   | 9   | 18  | 13  | 3   | 4   | 126    |
| 8    | Richie Stanaway         | 3   | 4   | 4   | 3   | 7   | 1   | 13  | 7   | 1   | 6   | 7   | 2   | 9   | Abn | 12  | Abn | 12  | 7   | 125    |
| 9    | Jann Mardenborough      | 14  | 14  | 11  | Abn | 9   | 15  | 8   | 1   | 7   | 3   | 4   | 4   | 11  | Abn | 6   | 4   | 13  | Abn | 77     |
| 10   | Patric Niederhauser     | 10  | 9   | 10  | 6   | 13  | Abn | 12  | 6   | 6   | 1   | Abn | Abn | 13  | 19  | 8   | 1   | 7   | DSQ | 62     |
| 11   | Alex Fontana            | 11  | 19  | Abn | 17  | 15  | Abn | 11  | 13  | 14  | 13  | 6   | 3   | Abn | 10  | 3   | Abn | 6   | 15  | 43     |
| 12   | Mathéo Tuscher          | 8   | 2   | 6   | Abn | 14  | 8   | 18  | 11  | 22  | 15  | Abn | 16  | 8   | Abn | Abn | 11  | Abn | 10  | 29     |
| 13   | Robert Visoiu           | 13  | 11  | Abn | 14  | 20  | 13  | 10  | 9   | 3   | 5   | Abn | 20  | 19  | 14  | Abn | 10  | 15  | 8   | 23     |
| 14   | Patrick Kujala          | 4   | Abn | 9   | 7   | 12  | Abn | 25† | 16  | 13  | 10  | Abn | 21  | 7   | Abn | 13  | 9   | Abn | 14  | 22     |
| 15   | Kevin Ceccon            |     |     |     |     |     |     |     |     |     |     | 11  | 11  | 12  | 6   | 5   | Abn | 9   | 6   | 20     |
| 16   | Riccardo Agostini       |     |     | Abn | 11  | 6   | 5   | 9   | 8   | 18  | 19  | 10  | 12  | 15  | 12  | 11  | Abn | 18  | 13  | 18     |
| 17   | Pål Varhaug             | 12  | Abn | 13  | 9   | 11  | Abn | 19  | Abn | 21  | 14  | 5   | 8   | Abn | 11  | 10  | Abn | 14  | 9   | 12     |
| 18   | Roman de Beer           | Abn | DSQ | 12  | 4   | 17  | 16  | 21  | 17  | 15  | 12  |     |     |     |     |     |     |     |     | 8      |
| 19   | Luís Sá Silva           | 16  | 10  | 8   | 22  | 18  | 9   | 17  | 10  | 17  | 18  | 16  | 23† | 14  | 7   | 17  | 15  | Abn | 17  | 6      |
| 20   | Luca Ghiotto            |     |     |     |     |     |     |     |     |     |     | 18  | 14  | 21  | 13  |     |     |     |     | 4      |
| 21   | Alfonso Celis Jr.       | 18  | Abn | Abn | 19  | 16  | 10  | Abn | 23† | 16  | 22  | 12  | 15  | 16  | Abn | 16  | 7   | 16  | Abn | 2      |
| 22   | Nelson Mason            | 17  | Abn | 14  | 16  | 25  | 12  | 16  | 14  | 19  | 20  | 15  | 10  | Abn | 18  | 15  | Np. | 17  | 18† | 0      |
| 23   | Santiago Urrutia        | 21  | 13  | 16  | 12  | Abn | 14  | 22  | 18  | 12  | Abn | 13  | 18  | Abn | 15  | 14  | 12  | 11  | 12  | 0      |
| 24   | Adderly Fong            | Abn | 12  | Abn | 15  | 21  | 11  | 15  | 12  |     |     |     |     |     |     |     |     |     |     | 0      |
| 25   | Ryan Cullen             | 15  | 16  | 17  | 13  | 19  | Abn | 20  | 19  | 24  | 21  | 14  | 13  | Abn | 16  |     |     | 19  | Abn | 0      |
| 26   | Mitchell Gilbert        |     |     |     |     | Np. | Np. | 14  | Abn | 20  | 24  |     |     | 18  | 20  | 20  | 14  |     |     | 0      |
| 27   | Beitske Visser          | 19  | 15  |     |     |     |     |     |     |     |     |     |     |     |     |     |     |     |     | 0      |
| 28   | Kang Ling               |     |     |     |     |     |     |     |     |     |     |     |     |     |     |     |     | 20  | 16  | 0      |
| 29   | Carmen Jordá            | Abn | Abn | 20  | 21  | 24  | 17  | Abn | 22  | 25  | 25  | 17  | Abn | 20  | 21  |     |     |     |     | 0      |
| 30   | John Bryant-Meisner     |     |     |     |     |     |     |     |     |     |     | 20† | 22  | 17  | 17  |     |     |     |     | 0      |
| 31   | Victor Carbone          | Abn | 17  | 18  | 18  | 23  | Abn | 23  | 20  |     |     |     |     |     |     |     |     |     |     | 0      |
| 32   | Sebastian Balthasar     |     |     |     |     | 22  | Abn | 24  | 21  | Abn | 17  | 19† | Np. | Abn | Np. |     |     |     |     | 0      |
| 33   | Nikolay Martsenko       |     |     | 19  | Np. |     |     |     |     |     |     |     |     |     |     | 19  | Abn |     |     | 0      |
| 34   | Ivan Taranov            | 22† | 20  |     |     |     |     |     |     |     |     |     |     |     |     |     |     |     |     | 0      |
| 35   | Denis Nagulin           | 20  | Abn |     |     |     |     |     |     |     |     |     |     |     |     |     |     |     |     | 0      |
| 36   | Christopher Höher       |     |     |     |     |     |     |     |     | 23  | 23  |     |     |     |     |     |     |     |     | 0      |
|      | Konstantin Tereshchenko |     |     |     |     |     |     |     |     |     |     | Np. | Np. |     |     |     |     |     |     | 0      |
| Pos. | Pilote                  | ESP | ESP | AUT | AUT | GBR | GBR | ALL | ALL | HON | HON | BEL | BEL | ITA | ITA | RUS | RUS | EAU | EAU | Points |

| Couleur | Résultat                                                         |
| ------- | ---------------------------------------------------------------- |
| Or      | Vainqueur                                                        |
| Argent  | 2e place                                                         |
| Bronze  | 3e place                                                         |
| Vert    | Classé, dans les points                                          |
| Bleu    | Classé, hors des points Non classé (Nc.)                         |
| Mauve   | Abandon (Ab.) Retrait (Re.)                                      |
| Noir    | Disqualifié (Dq.)                                                |
| Blanc   | N'a pas pris le départ (Np.) Forfait (Forf.) Épreuve annulée (A) |
| Aucune  | N'a pas participé (-)                                            |

Note:
† : Des pilotes n'ont pas terminé une course, mais sont, tout de même, classés pour avoir accompli 90 % de la distance de la course.

### Classement écuries
| Pos. | Écurie                | No. | ESP | ESP | AUT | AUT | GBR | GBR | ALL | ALL | HON | HON | BEL | BEL | ITA | ITA | RUS | RUS | EAU | EAU | Points |
| ---- | --------------------- | --- | --- | --- | --- | --- | --- | --- | --- | --- | --- | --- | --- | --- | --- | --- | --- | --- | --- | --- | ------ |
| 1    | Carlin                | 10  | 1   | 18  | 1   | 20  | 2   | 6   | 2   | 3   | 4   | 4   | 8   | 1   | 6   | 2   | 7   | 5   | 5   | 2   | 347    |
| 1    | Carlin                | 11  | Abn | 8   | 2   | 1   | 4   | 3   | 3   | Abn | 5   | 7   | 9   | 6   | 4   | 4   | Abn | 8   | 4   | 3   | 347    |
| 1    | Carlin                | 12  | 16  | 10  | 8   | 22  | 18  | 9   | 17  | 10  | 17  | 18  | 16  | 23† | 14  | 7   | 17  | 15  | Abn | 17  | 347    |
| 2    | ART Grand Prix        | 1   | 11  | 19  | Abn | 17  | 15  | Abn | 11  | 13  | 14  | 13  | 6   | 3   | Abn | 10  | 3   | Abn | 6   | 15  | 330    |
| 2    | ART Grand Prix        | 2   | 5   | 5   | 5   | Np. | 3   | 4   | 1   | Abn | 11  | 9   | Np. | 17  | 3   | 3   | 2   | 3   | 2   | 11  | 330    |
| 2    | ART Grand Prix        | 3   | 6   | 3   | 15  | 8   | 8   | 7   | 6   | 2   | 8   | 2   | 2   | 7   | 2   | 9   | 18  | 13  | 3   | 4   | 330    |
| 3    | Status Grand Prix     | 26  | 9   | 7   | 7   | 5   | 5   | 2   | 4   | 5   | 2   | 11  | 3   | 5   | 10  | 5   | 9   | 6   | 8   | 1   | 254    |
| 3    | Status Grand Prix     | 27  | 3   | 4   | 4   | 3   | 7   | 1   | 13  | 7   | 1   | 6   | 7   | 2   | 9   | Abn | 12  | Abn | 12  | 7   | 254    |
| 3    | Status Grand Prix     | 28  | 18  | Abn | Abn | 19  | 16  | 10  | Abn | 23† | 16  | 22  | 12  | 15  | 16  | Abn | 16  | 7   | 16  | Abn | 254    |
| 4    | Koiranen GP           | 7   | Abn | Abn | 20  | 21  | 24  | 17  | Abn | 22  | 25  | 25  | 17  | Abn | 20  | 21  | 1   | 2   | 1   | Abn | 202    |
| 4    | Koiranen GP           | 8   | 2   | 6   | 3   | 2   | 1   | Abn | 7   | 15  | 10  | 16  | Abn | 19  | 1   | 8   | 4   | 16  | 10  | 5   | 202    |
| 4    | Koiranen GP           | 9   | 21  | 13  | 16  | 12  | Abn | 14  | 22  | 18  | 12  | Abn | 13  | 18  | Abn | 15  | 14  | 12  | 11  | 12  | 202    |
| 5    | Arden International   | 4   | 13  | 11  | Abn | 14  | 20  | 13  | 10  | 9   | 3   | 5   | Abn | 20  | 19  | 14  | Abn | 10  | 15  | 8   | 162    |
| 5    | Arden International   | 5   | 10  | 9   | 10  | 6   | 13  | Abn | 12  | 6   | 6   | 1   | Abn | Abn | 13  | 19  | 8   | 1   | 7   | DSQ | 162    |
| 5    | Arden International   | 6   | 14  | 14  | 11  | Abn | 9   | 15  | 8   | 1   | 7   | 3   | 4   | 4   | 11  | Abn | 6   | 4   | 13  | Abn | 162    |
| 6    | Marussia Manor Racing | 14  | 4   | Abn | 9   | 7   | 12  | Abn | 24† | 16  | 13  | 10  | Abn | 21  | 7   | Abn |     |     |     |     | 117    |
| 6    | Marussia Manor Racing | 15  | 15  | 16  | 17  | 13  | 19  | Abn | 20  | 19  | 24  | 21  | 14  | 13  | Abn | 16  |     |     |     |     | 117    |
| 6    | Marussia Manor Racing | 16  | 7   | 1   | Abn | 10  | 10  | 18† | 5   | 4   | 9   | 8   | 1   | 9   | 5   | 1   |     |     |     |     | 117    |
| 7    | Jenzer Motorsport     | 20  | 12  | Abn | 13  | 9   | 11  | Abn | 19  | Abn | 21  | 14  | 5   | 8   | Abn | 11  | 10  | Abn | 14  | 9   | 61     |
| 7    | Jenzer Motorsport     | 21  | 8   | 2   | 6   | Abn | 14  | 8   | 18  | 11  | 22  | 15  | Abn | 16  | 8   | Abn | Abn | 11  | Abn | 10  | 61     |
| 7    | Jenzer Motorsport     | 22  | Abn | 12  | Abn | 15  | 21  | 11  | 15  | 12  | 23  | 23  | 11  | 11  | 12  | 6   | 5   | Abn | 9   | 6   | 61     |
| 8    | Hilmer Motorsport     | 17  | 22† | 20  | 19  | Np. | 22  | Abn | 24  | 21  | 25  | 25  | 19† | Np. | Abn | Np. | 19  | Abn |     |     | 18     |
| 8    | Hilmer Motorsport     | 18  | 17  | Abn | 14  | 16  | 25  | 12  | 16  | 14  | 23  | 23  | 15  | 10  | Abn | 18  | 15  | Np. | 17  | 18† | 18     |
| 8    | Hilmer Motorsport     | 19  | 19  | 15  | Abn | 11  | 6   | 5   | 9   | 8   | 19  | 18  | 10  | 12  | 15  | 12  | 11  | Abn | 18  | 13  | 18     |
| 9    | Trident               | 23  | Abn | 17  | 18  | 18  | 23  | Abn | 23  | 20  |     |     | Np. | Np. | 21  | 13  |     |     | 20  | 16  | 12     |
| 9    | Trident               | 24  | Abn | DSQ | 12  | 4   | 17  | 16  | 21  | 17  | 15  | 12  | 20† | 22  | 17  | 17  | 13  | 9   | 19  | 15  | 12     |
| 9    | Trident               | 25  | 20  | Abn |     |     | Np. | Np. | 14  | Abn | 20  | 24  | 18  | 14  | 18  | 20  | 20  | 14  | Abn | Abn | 12     |
| Pos. | Écurie                | No. | ESP | ESP | AUT | AUT | GBR | GBR | ALL | ALL | HON | HON | BEL | BEL | ITA | ITA | RUS | RUS | EAU | EAU | Points |

| Couleur | Résultat                                                         |
| ------- | ---------------------------------------------------------------- |
| Or      | Vainqueur                                                        |
| Argent  | 2e place                                                         |
| Bronze  | 3e place                                                         |
| Vert    | Classé, dans les points                                          |
| Bleu    | Classé, hors des points Non classé (Nc.)                         |
| Mauve   | Abandon (Ab.) Retrait (Re.)                                      |
| Noir    | Disqualifié (Dq.)                                                |
| Blanc   | N'a pas pris le départ (Np.) Forfait (Forf.) Épreuve annulée (A) |
| Aucune  | N'a pas participé (-)                                            |

Note:
† : Des pilotes n'ont pas terminé une course, mais sont, tout de même, classés pour avoir accompli 90 % de la distance de la course.